# Candzibaantún
Candzibaantún (en maya: “cuatro piedras escritas”) es un sitio arqueológico de la cultura maya ubicado al sureste del estado de Campeche en México dentro de la Reserva de la biosfera de Calakmul. Fue un centro cívico importante del sur de Campeche establecido desde finales del periodo preclásico tardío con construcciones que incluyen pirámides escalonadas, plataformas artificiales, patios, un adoratorio y monumentos labrados integrados en varios grupos arquitectónicos edificados sobre una elevación natural. Su nombre significa “cuatro piedras escritas” y hace referencia a varias estelas halladas sobre las construcciones del sitio.
Entre los mayores hallazgos de Candzibaantún se encuentran 4 estelas con inscripciones jeroglíficas registrando fechas tempranas del periodo clásico en la región, tres de estas se encontraron edificadas sobre una plaza frente a una pirámide con otra de las estelas erguida al interior de un templo.

## Arquitectura
Candzibaantún está conformado por un grupo arquitectónico principal que muestra un estilo tríadico, característica constructiva común del periodo preclásico tardío y ampliamente presente en los sitios mayas del sur de Campeche, esta se integra por una plaza con 3 estelas labradas sobre su superficie y rodeada de tres edificios piramidales de aproximadamente 12 metros de altura. También se han localizado varias canteras prehispánicas cuya función muestra haber sido la recolección y almacenamiento de agua.

## Historia
Las cerámicas y evidencias arqueológicas encontradas en el sitio determinan que la ocupación y construcción de Candzibaantún comenzó en el periodo preclásico y se extendió hasta el final del periodo clásico, por su ubicación se sabe que la ciudad mantuvo importantes relaciones comerciales con sitios de mayor poder regional ubicados en las cercanías.
Las estelas 2, 3 y 4 de Candzibaantún fueron labradas durante el periodo clásico temprano y han tomado notoriedad por contener una remota inscripción calendárica en cuenta larga que registra el final del k’atun 8.18.0.0.0 12 Ajaw 8 Sots' que corresponde al 7 de julio del año 396 d. C, siendo una de las fechas en cuenta larga mesoamericana más antiguas registradas y encontradas hasta la actualidad en el estado de Campeche.
La existencia de Candzibaantun fue documentada por primera vez por el arqueólogo Ivan Šprajc en el año 2005 utilizando fotografías aéreas del conjunto arquitectónico principal como parte de una larga temporada de expedición arqueológica en la región sur de Campeche, destacando la presencia de grandes estelas labradas y la refinada arquitectura que muestra el sitio.